# 연진
연진(1981년 10월 15일 ~ )은 대한민국의 인디 음악인이다. 2001년부터 밴드 라이너스의 담요로 활동해왔으며 2006년에는 본인의 앨범 'Me & My Burt'를 발표하였고, 라이너스의 담요와 연진의 노래는 각종 광고, 드라마, 영화에 사용되었다. 페퍼톤스의 객원보컬로도 활동하였다.

## 디스코그래피

### 라이너스의 담요
- '라이너스의 담요' 참조

### 연진
- 1집 Me & My Burt(2006년) - 싱어송라이터 버트 바카락 헌정 앨범

1. Lost Horizon
2. Paper Mache
3. Tower of Strength
4. Me Japanese Boy, I love you
5. Wives And Lovers
6. I'll Never Fall in Love Again
7. Reflections
8. Promise Her Anything
9. Bell that Couldn't Jingle
10. Raindrops keep Falling On
11. I'll Never Fall in Love Again (bonus track)

### 기타 참여
- 영화 《백만장자의 첫사랑》o.s.t. - Gray Noise
- 컴필레이션 앨범 《강아지 이야기》 - Don't call it puppy Puppy Love
- 슬로우 쥰 《Reverse》(2008) - 이제 우리 사랑하게 된다면
- 페퍼톤스 《New Standard》(2008)- Galaxy Tourist
- 컴필레이션 앨범 《남과 여, 그리고 이야기》- WGirl(연진&APLS)
- 스윗소로우 앨범 《Songs》(2009) - GRB 080913(연진&성진환)